# Jesús Vallejo (futbolista)
Jesús Vallejo Lázaro (Zaragoza, 5 de enero de 1997) es un futbolista español que juega como defensa en el Albacete Balompié de la Segunda División de España.
Considerado en sus inicios como uno de los juveniles españoles de mayor proyección, fue seleccionado por Fútbol Draft como uno de los mejores 22 futbolistas canteranos de España en 2015, y como uno de los mejores once en 2016 y 2017. Ha sido internacional en las categorías inferiores de la selección española. Entre su palmarés destacan dos campeonatos de Europa logrados en Grecia 2015 (Sub-19) y en Italia 2019 (Sub-21) —incluido en este último en el equipo ideal del torneo—.

## Trayectoria

### Inicios en Zaragoza
Realiza la pretemporada en verano de 2014 con el plantel blanquillo debido a la falta de jugadores en el primer equipo, durante la que disputa varios encuentros amistosos. Perteneciendo todavía al equipo juvenil del Real Zaragoza y sin haber pasado por el filial debuta el 23 de agosto de 2014 en el primer encuentro liguero contra el Recreativo de Huelva en el Nuevo Colombino. Saldría al campo como titular en el once con el dorsal número 31 disputando todo el encuentro y formando dupla en la zaga de la defensa con el uruguayo Leandro Cabrera. En este partido que finalizaría con empate a cero, realizaría una gran actuación, siendo considerado por muchos el mejor jugador del equipo en dicho encuentro aún con sus diecisiete años.
Dada su potencial progresión se le sube al equipo filial para la presente temporada pero sigue actuando con asiduidad en el primer equipo, tanta que se convirtió en el 1.er capitán del conjunto maño y es que, a pesar de su edad fue un referente para el zaragocismo. También fue incluido junto a su compañero Borja Bastón en el once ideal de la Segunda División de España 2014/2015.
Tras conquistar el Europeo sub-19 de Grecia con la selección española fue contratado por el Real Madrid Club de Fútbol, pero permaneció en calidad de cedido en el conjunto aragonés.

### Etapa profesional
En el acuerdo por seis años firmado con el club madrileño el 31 de julio de 2015, permaneció en su primera fase cedido en el conjunto maño con el objetivo de devolver al equipo a la Primera División.
El Real Madrid lo cedió al conjunto alemán del Eintracht Frankfurt Fußball el 12 de julio de 2016, consiguiendo alabanzas por su principio de temporada en la Bundesliga.
El 26 de octubre de 2017 debutó en partido oficial como madridista en el encuentro correspondiente a la ida de los dieciseisavos de Copa del Rey contra el Club de Fútbol Fuenlabrada siendo expulsado con roja directa en el minuto 89 de partido.
Tras haber disputado un total de diecinueve partidos en las dos últimas temporadas en el Real Madrid, en julio de 2019 se marchó cedido al Wolverhampton inglés.
Habiendo jugado siete partidos en el Wolverhampton, fue cedido en enero de 2020 al Granada C. F. hasta final de temporada. El 18 de agosto se hizo oficial su continuidad en el conjunto nazarí un año más, periodo tras el cual retornó al conjunto madrileño.
Tras unas temporadas en el Real Madrid, fue cedido nuevamente al Granada el 15 de julio de 2023 hasta el 30 de junio de 2024.
El 14 de julio de 2025, tras haber finalizado su contrato con el Real Madrid, firmó por dos años con el Albacete Balompié.

## Selección nacional

### Categorías inferiores
Fue internacional con la selección sub-16 de España y sub-17 durante los años 2013 y 2014. También fue jugador de la selección sub-19 de España, con quien conquistó el Europeo sub-19 de 2015.
Asimismo, fue convocado por la sub-21 para un partido amistoso contra Noruega, jugando los noventa minutos en el centro de la zaga, en el que La rojita conseguiría la victoria.

## Estadísticas

### Clubes
Actualizado al último partido disputado el 24 de mayo de 2025.
| Club                                     | Div.          | Temporada     | Liga  | Liga  | Copas nacionales | Copas nacionales | Copas internacionales | Copas internacionales | Total | Total |
| Club                                     | Div.          | Temporada     | Part. | Goles | Part.            | Goles            | Part.                 | Goles                 | Part. | Goles |
| ---------------------------------------- | ------------- | ------------- | ----- | ----- | ---------------- | ---------------- | --------------------- | --------------------- | ----- | ----- |
| Real Zaragoza · España                   | 2.ª           | 2014-15       | 34    | 1     | 0                | 0                | —                     | —                     | 34    | 1     |
| Real Zaragoza · España                   | 2.ª           | 2015-16       | 20    | 0     | 0                | 0                | —                     | —                     | 20    | 0     |
| Real Zaragoza · España                   | Total club    | Total club    | 54    | 1     | 0                | 0                | 0                     | 0                     | 54    | 1     |
| Eintracht Fráncfort · Alemania           | 1.ª           | 2016-17       | 25    | 1     | 2                | 0                | —                     | —                     | 27    | 1     |
| Eintracht Fráncfort · Alemania           | Total club    | Total club    | 25    | 1     | 2                | 0                | 0                     | 0                     | 27    | 1     |
| Real Madrid C. F. · España               | 1.ª           | 2017-18       | 7     | 0     | 4                | 0                | 1                     | 0                     | 12    | 0     |
| Real Madrid C. F. · España               | 1.ª           | 2018-19       | 5     | 1     | 1                | 0                | 1                     | 0                     | 7     | 1     |
| Wolverhampton Wanderers F. C. Inglaterra | 1.ª           | 2019-20       | 2     | 0     | 2                | 0                | 3                     | 0                     | 7     | 0     |
| Wolverhampton Wanderers F. C. Inglaterra | Total club    | Total club    | 2     | 0     | 2                | 0                | 3                     | 0                     | 7     | 0     |
| Granada C. F. · España                   | 1.ª           | 2019-20       | 11    | 0     | 3                | 0                | —                     | —                     | 14    | 0     |
| Granada C. F. · España                   | 1.ª           | 2020-21       | 21    | 0     | 4                | 0                | 12                    | 0                     | 37    | 0     |
| Real Madrid C. F. · España               | 1.ª           | 2021-22       | 5     | 0     | 1                | 0                | 2                     | 0                     | 8     | 0     |
| Real Madrid C. F. · España               | 1.ª           | 2022-23       | 1     | 0     | 1                | 0                | 2                     | 0                     | 4     | 0     |
| Granada C. F. · España                   | 1.ª           | 2023-24       | 3     | 0     | 0                | 0                | —                     | —                     | 3     | 0     |
| Granada C. F. · España                   | Total club    | Total club    | 35    | 0     | 7                | 0                | 12                    | 0                     | 54    | 0     |
| Real Madrid C. F. · España               | 1.ª           | 2024-25       | 4     | 0     | 0                | 0                | 0                     | 0                     | 4     | 0     |
| Real Madrid C. F. · España               | Total club    | Total club    | 22    | 1     | 7                | 0                | 6                     | 0                     | 35    | 1     |
| Albacete Balompié · España               | 2.ª           | 2025-26       | 0     | 0     | 0                | 0                | —                     | —                     | 0     | 0     |
| Albacete Balompié · España               | Total club    | Total club    | 0     | 0     | 0                | 0                | 0                     | 0                     | 0     | 0     |
| Total carrera                            | Total carrera | Total carrera | 138   | 3     | 18               | 0                | 21                    | 0                     | 177   | 3     |

### Selecciones
Actualizado al último partido jugado el 20 de junio de 2017.
| Sub-17 · España                                    | 2013-14       | —  | — | — | - | 3 | - | 3  | 0 |
| Sub-17 · España                                    | Total         | 0  | 0 | 0 | 0 | 3 | 0 | 3  | 0 |
| Sub-19 · España                                    | 2014-15       | 8  | 2 | — | — | 3 | - | 11 | 2 |
| Sub-19 · España                                    | Total         | 8  | 2 | 0 | 0 | 3 | 0 | 11 | 2 |
| Sub-21 · España                                    | 2014-15       | -  | - | - | - | 1 | - | 1  | 0 |
| Sub-21 · España                                    | 2015-16       | 3  | - | - | - | - | - | 3  | 0 |
| Sub-21 · España                                    | 2015-16       | 5  | - | - | - | - | - | 5  | 0 |
| Sub-21 · España                                    | Total         | 8  | 0 | 0 | 0 | 1 | 0 | 9  | 0 |
| Total carrera                                      | Total carrera | 10 | 2 | 0 | 0 | 4 | 0 | 14 | 2 |
| (4) Se incluyen partidos en fases clasificatorias. |               |    |   |   |   |   |   |    |   |

#### Participaciones en fases finales
Hasta el momento cuenta con tres participaciones en fases finales de grandes torneos de selecciones, en el Europeo sub-19 de 2015, la Eurocopa Sub-21 de 2017 y la Eurocopa Sub-21 de 2019. En ellas fue uno de los jugadores más destacados ayudando a que su selección conquistase el título en categoría sub-19 y un campeonato y un subcampeonato en la sub-21.
| Competición   | Categoría    | Sede              | Resultado    | Partidos | Goles |
| ------------- | ------------ | ----------------- | ------------ | -------- | ----- |
| Europeo 2015  | Sub-19       | Grecia            | Campeón      | 5        | 0     |
| Eurocopa 2017 | Sub-21       | Polonia           | Subcampeón   | 4        | 0     |
| Eurocopa 2019 | Sub-21       | Italia-San Marino | Campeón      | 4        | 0     |
| Total         | 1 campeonato | 1 campeonato      | 1 campeonato | 13       | 0     |

## Palmarés

### Títulos nacionales
| Título             | Club              | Año  |
| ------------------ | ----------------- | ---- |
| Supercopa          | Real Madrid C. F. | 2017 |
| Supercopa          | Real Madrid C. F. | 2022 |
| Campeonato de Liga | Real Madrid C. F. | 2022 |
| Copa               | Real Madrid C. F. | 2023 |

### Títulos internacionales
Nota *: incluyendo la selección.
| Título                           | Equipo *          | Sede                | Año  |
| -------------------------------- | ----------------- | ------------------- | ---- |
| Europeo (sub-19)                 | España (sub-19)   | Grecia              | 2015 |
| Supercopa de Europa              | Real Madrid C. F. | Skopie              | 2017 |
| Mundial de Clubes                | Real Madrid C. F. | EAU                 | 2017 |
| Liga de Campeones                | Real Madrid C. F. | Kiev                | 2018 |
| Mundial de Clubes                | Real Madrid C. F. | EAU                 | 2018 |
| Eurocopa (sub-21)                | España (sub-21)   | Italia y San Marino | 2019 |
| Plata Olímpica                   | España (sub-23)   | Tokio               | 2020 |
| Liga de Campeones                | Real Madrid C. F. | París               | 2022 |
| Supercopa de Europa              | Real Madrid C. F. | Helsinki            | 2022 |
| Mundial de Clubes                | Real Madrid C. F. | Marruecos           | 2022 |
| Supercopa de Europa              | Real Madrid C. F. | Varsovia            | 2024 |
| Copa Intercontinental de la FIFA | Real Madrid C. F. | Catar               | 2024 |